# Szabadság és Függetlenség Konföderáció
A Szabadság és Függetlenség Konföderáció (lengyelül: Konfederacja Wolność i Niepodległość, röviden: Konfederacja, vagyis Konföderáció) lengyelországi pártszövetség, amelyet a lengyel KORWiN és a Nemzeti Mozgalom párt politikusai alapítottak 2018-ban.
A pártszövetség jobboldali irányultságú, és a radikális jobboldali eszméket vall. Jobboldali populista retorikát és keményebb ellenzéki álláspontot fogalmaztak meg az Európai Unióval és a bevándorlással szemben. Gazdaságilag liberális, és az adók csökkentését szorgalmazza, de szociálisan konzervatív és lengyel nacionalista álláspontot is képvisel.

## Tagpártok
- KORWiN
- Nemzeti Mozgalom
- Lengyel Korona Konföderáció
- Sofőrök Pártja
- Keresztény Családok Uniója

## Választási eredmények

### Lengyelországi parlamenti választások
| Választás | Szavazatok száma | Szavazatok aránya | Mandátumok száma |
| --------- | ---------------- | ----------------- | ---------------- |
| 2019-es   | 1 256 953        | 6.81%             | 11 / 460         |
| 2023-as   | 1 547 364        | 7.2%              | 18 / 460         |

### Európai parlamentiválasztások
| Választás | Szavazatok száma | Szavazatok aránya | Mandátumok száma | Európai parlamenti csoport |
| --------- | ---------------- | ----------------- | ---------------- | -------------------------- |
| 2019-es   | 621 188          | 4.55%             | 0/52             | –                          |
| 2024-es   | 1 420 287        | 12.1%             | 6/53             | Szuverén Nemzetek Európája |